# Канадский щит

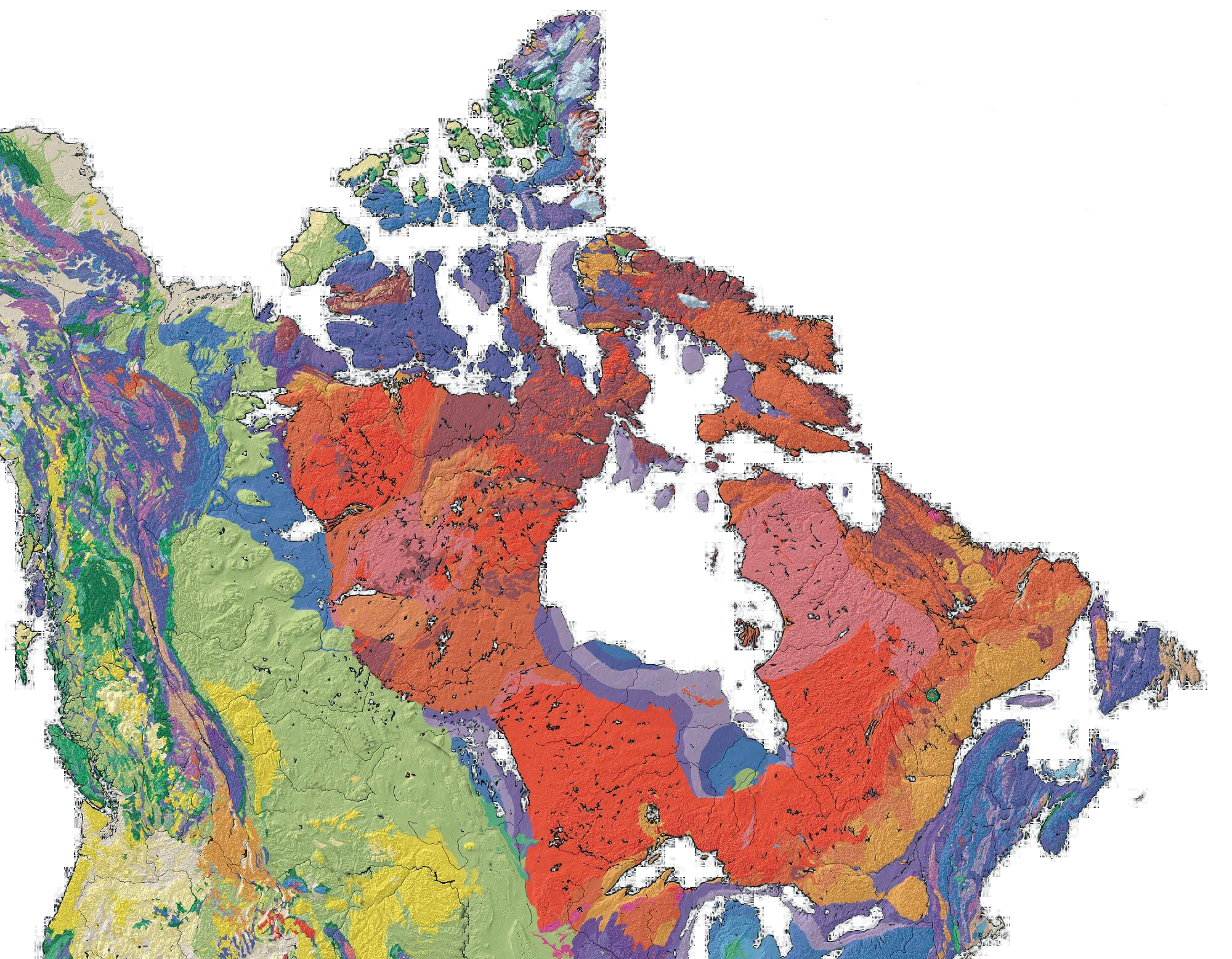
Канадский щит (обозначен красным на карте)

Канадский щит — выступ докембрийского складчатого фундамента, занимающий северную половину Северо-Американской (Канадской) платформы, включая Гренландию. Один из крупнейших в мире континентальных щитов, площадь которого приблизительно составляет 8 млн км², преимущественно на территории Канады (восточной, центральной и северо-западной). Состоит из ограниченных разломами плит, образованных метаморфированными и гранитизированными складчастыми участками архейской и протерозойской эпохи, с которыми связаны расположения здесь руд железа, золота, меди, никеля, кобальта, урана, свинца, цинка и др.

## География и геология
Канадский щит имеет подковообразную форму. Щит, в основном расположенный на территории Канады (почти весь Квебек, значительные части провинций Онтарио и Манитоба, север Саскачевана и северо-восток Альберты, а также основная часть Северо-Западных территорий и Нунавута, включая Канадский Арктический архипелаг), простирается на северо-востоке до Гренландии и небольшими участками вдаётся на территорию США (север штатов Миннесота, Висконсин, Мичиган и Нью-Йорк. Общая площадь около 8 млн км², из которых 5 млн км² приходятся на территорию Канады, составляя около 50 % площади страны.
Щит, представляющий собой выход на поверхность кристаллического фундамента Северо-Американской платформы в её центральной и восточной части, состоит из архейских гранит-зеленокаменных кратонов разного размера. Между кратонами и вокруг них располагаются складчатые пояса и системы, сформировавшиеся в раннем протерозое (до 2,5 млрд лет назад); крупнейшим из них является Трансгудзонский складчатый пояс, сформировавшийся 1,8-2,0 млрд лет назад и протянувшийся от современной Южной Дакоты до юго-западного берега Гудзонова залива. Среди горных пород, формирующих основу щита — гнейсы, кристаллические сланцы, гранитоиды, а в составе зеленокаменных поясов — метаморфизированные вулканические и обломочные породы. В состав складчатых поясов входят офиолиты (остатки древней океанической коры), островодужные вулканические породы и флиши. Все эти породы испытали складчато-надвиговые деформации и региональный метаморфизм, имеются также интрузии гранитоидов. Возраст отдельных пород в составе щита, определённый радиоизотопным датированием, составляет 4 млрд лет, а в единое целое эти и более поздние участки, образовавшиеся в результате вулканической деятельности, сформировались в период между 2,45 и 1,24 млрд лет назад.
С точки зрения топографии на территории Канадского щита могут быть выделены четыре субрегиона; Казан, Дейвис, Джеймс и Лореншан. Субрегион Казан включает в себя север Манитобы и Саскачевана и части Северо-Западных территорий и Нунавута и характеризуется плоскими каменистыми равнинами (плато, возвышенностями и низменностями). Субрегион Дейвис занимает территорию от острова Элсмир на юг и юго-восток до севера полуострова Лабрадор. Для этого региона характерны эрозионные ландшафты практически без поверхностных отложений и холмы с плоскими вершинами; перепады высот выше вдоль восточного побережья. Субрегион Джеймс протянулся от центральной Манитобы до Лабрадора южнее низменностей Гудзонова залива. На этой территории чередуются районы холмов, плато, возвышенностей и низменностей. Наконец, субрегион Лореншиан, протянувшийся вдоль северо-западной границы низменной долины системы Святого Лаврентия от Джорджиан-Бея до Атлантического океана, достаточно резко поднимается над нею и состоит из возвышенностей и плоскогорий.
Кроме того, щит в общей сложности может быть разделён на семь геологически различающихся регионов, или провинций — Нейн, Гренвилл, Саутерн, Сьюпириор, Черчилл, Слейв и Бэр. Крупнейшие из формирующих его кратонов — Сьюпириор (запад Лабрадора и площадь между Гудзоновым заливом, озером Виннипег и Великими озёрами), Слейв (территория между Большим Невольничьим озером и заливом Коронейшен) и Нейн (север атлантического побережья Лабрадора). Из раннепротерозойских складчатых поясов выделяются Трансгудзонский (между кратонами Сьюпириор и Слейв), Лабрадорский (между Сьюпириором и Нейном), Пенокийский (южнее Сьюпириора) и Уопмей (западнее Слейва).
Вдоль восточной кромки щита располагается Гренвильский гранулито-гнейсовый пояс, около 1 млрд лет назад подвергшийся интенсивному метаморфизму. В результате надвига он перекрывает архейско-протерозойский фундамент щита. Также на востоке, вдоль так называемой линии Логана, располагается ещё один надвиг — палеозойская система Аппалачей, продолжающаяся в направлении Ньюфаундленда. В центральных районах щита находится синеклиза Гудзонова залива — наложенная платформенная впадина, образованная ордовикскими терригенно-карбонатными и эвапоритными осадочными породами и меловыми песчаниками. В западной и северной части щита на кристаллическом фундаменте сформировался палеозойско-мезозойско-палеогеновый осадочный чехол, полого лежащий на более древних породах. Над северо-западной оконечностью архейского щита (остров Виктория, земли вдоль правого берега реки Маккензи и её дельта) сформировались рифейские гипсоносные терригенно-карбонатные отложения, поверх которых залегают отложения кембрийского периода. На севере Канадского Арктического архипелага платформу окаймляет Инуитский складчатый пояс, образовавшийся в палеозое (последние трансформации пережил в конце девонского периода), поверх которого залегает Свердрупская синеклиза, характеризуемая верхнепалеозойскими, мезозойскими и палеоценовыми отложениями.
Древние породы, образующие щит, в далёком прошлом пережили серьёзные горообразовательные процессы, и некоторые древние горные хребты сохранились до современного геологического периода в форме гряд невысоких (до нескольких сот метров в высоту) холмов. Однако современный облик Канадского щита в основном определён более недавними геологическими процессами, первые из которых связаны с эрозией. Уже 800 млн лет назад на территории Канадского щита в основном сформировалась равнинная топография, как минимум в одном случае, вероятно, сменившая горы десятикилометровой высоты. В плейстоцене (между 2,6 млн и 11 700 лет назад) этот регион был центром массивного континентального ледника, занимавшего весь север континента. Двигающийся на юг ледник содрал с кристаллического фундамента все выветренные поверхностные отложения. Незначительная часть их осталась на поверхности щита после таяния льдом, но в основном они были унесены южнее и юго-западнее щита. Результатом этого процесса стали голые холмы, сглаженные ледником, так что средние перепады высот составляют лишь около 30 м, и неправильной формы впадины, обычно заполненные озёрами и болотами. Исключение составляет северо-восток щита в районе Баффиновой Земли и севера полуострова Лабрадор, где высоты над уровнем моря могут превышать 1500 м.

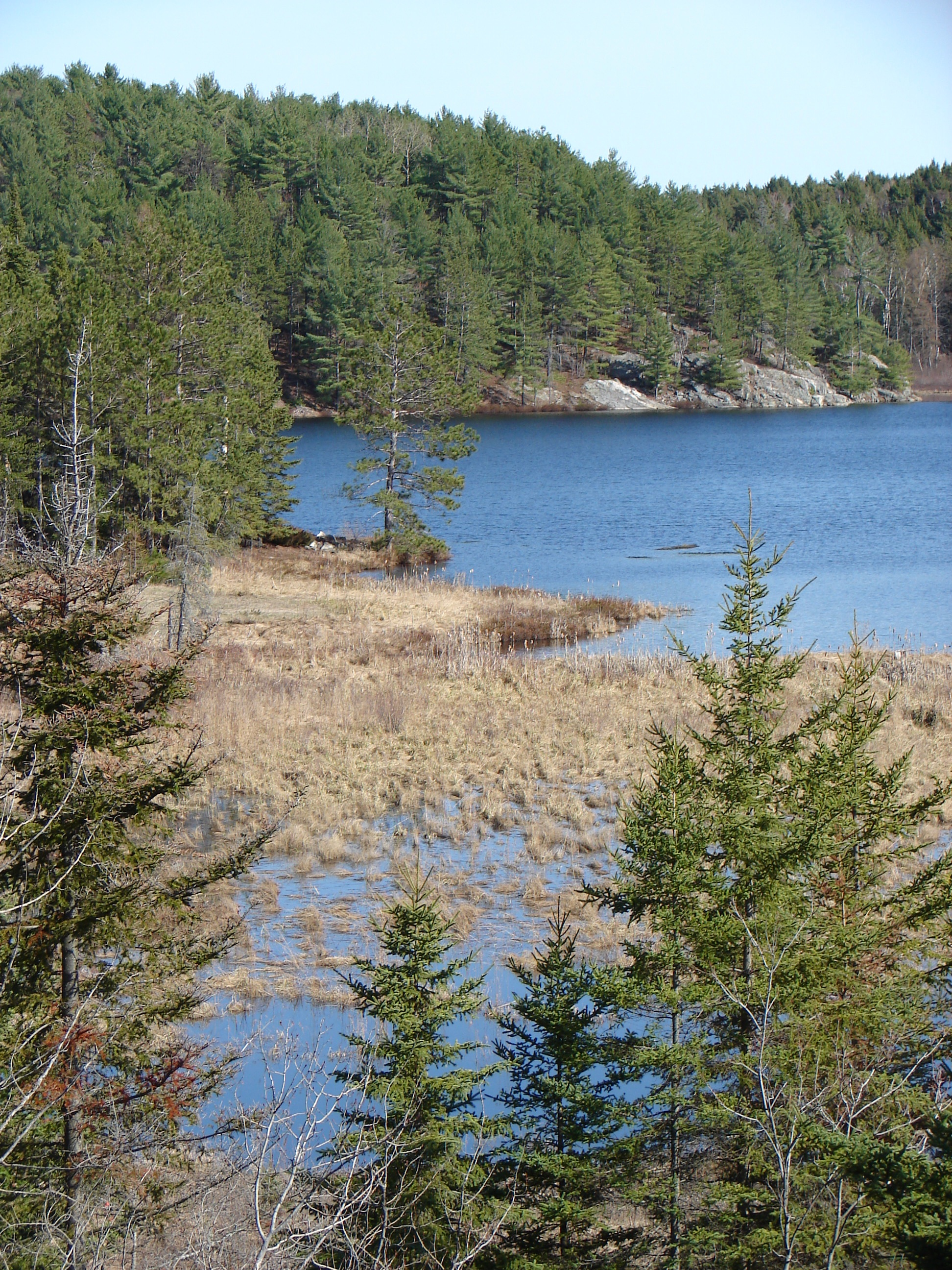
Пейзаж Канадского щита

Характерной особенностью рельефа щита являются многочисленные небольшие озёра — порождение ледниковых процессов последней ледниковой эпохи. Другие следы ледниковой активности включают друмлины (холмы удлинённой формы из моренных отложений) и ледниковую штриховку — царапины на поверхности скал. Края щита образуют контуры побережья озёр большего размера — восточные берега озёр Большое Медвежье, Большое Невольничье, Атабаска и Виннипег и северные берега озёр Лесное, Верхнее и Гурон, а также северный берег реки Святого Лаврентия. В северо-восточной части провинции Квебек расположено огромное водохранилище Маникуаган. Оно является частью гидроэлектрических проектов Маник-Утардес (Manic-cinq, или Manic-5). Это один из самых известных метеорных кратеров на Земле.
На территории щита расположены некоторые из древнейших вулканов на Земле. В этом регионе насчитывается более 150 потухших вулканов (сейчас они деформированные и эродированные почти до плоской равнины), возраст которых варьируется от 600 до 1200 млн лет.

## Климат, растительность и животный мир
Климат преимущественно континентальный, с длинной холодной зимой и коротким тёплым летом (в районах, прилегающих к Великим озёрам, зимы теплее, а лето прохладнее из-за влияния больших водных пространств). В среднем количество дней без заморозков колеблется от 60 до 100 в год. На значительной части территории Канадского щита высокий объём осадков (от 400 мм в год на западе до 1000 мм на востоке) обеспечивается притоком холодного воздуха со стороны Гудзонова залива. Климат в северной и южной части щита существенно различается. На юге средняя температура зимой −18 °C, светлое время суток продолжается в среднем около 8,5 часа, летом 25°С и светлое время до 15 часов. Вегетационный период — около 120 дней. На севере средняя температура колеблется от 15°С летом до −35 °C зимой. Вегетационный период только 60 дней. Зимой светлое время около 5,5 часа, а летом примерно 18,5 часа.
Основная экосистема Канадского щита — тайга (англ. boreal forest). Наиболее распространёнными хвойными деревьями являются: ель сизая и чёрная; сосна Банкса, сосна веймутова и сосна смолистая; пихта бальзамическая; лиственница американская; тсуга канадская; можжевельник виргинский. Из лиственных деревьев часто встречаются клён красный и клён колосистый, тополь осинообразный и тополь бальзамический, ясень чёрный (Fraxinus nigra) и берёза бумажная. Севернее пояса тайги расположена тундра, где из-за вечной мерзлоты и невозможности обзавестись развитой корневой системой растительность в основном низкорастущая, а деревья полностью или почти отсутствуют.
В реках и озёрах на юге Канадского щита обитают многочисленные виды рыб, в том числе озёрный голец-кристивомер, сельдевидный сиг, налим и щука. Водоёмы юга характеризует также разнообразие видов водоплавающих птиц, среди которых каролинская утка, американская чёрная кряква и канадская казарка. Распространены голубая сойка и белошейная зонотрихия, хищные птицы представлены в частности мохноногим сычом и виргинским филином. Из наземных животных встречаются канадский бобр, ондатра, американский беляк, карибу, белохвостый олень, американский лось, волк, канадская рысь, медведь-барибал, илька, американская норка, американская куница. По мере продвижения на север, в зону тундры, биоразнообразие животного мира снижается. В приполярных регионах обитают белый медведь, песец, арктический беляк, из птиц — тундряная куропатка и белая сова. Типичные обитатели омывающих Канадский щит вод Атлантического океана — хохлач, длинномордый и гренландский тюлени, несколько видов китов, включая редких северного гладкого, гренландского и горбатого китов и косаток.

## Горнодобывающая промышленность и экономика
Для каждой из провинций Канадского щита характерно собственное уникальное сочетание пород и минералов. Так, провинция Саутерн, на территории которой находятся богатые рудные промыслы округа Садбери (Онтарио), известна своими залежами меди и никеля. Провинция Сьюпириор, расположенная севернее, — один из важнейших металлодобывающих регионов Канады, в котором добываются, помимо меди, железо, золото и серебро. В провинции Бэр расположены месторождения меди и урана, в провинции Слейв ведётся добыча алмазов. Провинции Черчилл и Гренвилл богаты ураном, цинком и свинцом. Лишь провинция Нейн не входит в число важных горнорудных регионов.
Рудный бассейн Садбери представляет собой исключение из естественных геологических процессов. Он обязан своим образованием метеориту, столкнувшемуся с Землёй около 1,85 млрд лет назад. Падение метеорита на праконтинент Нуна повлияло на дальнейшее формирование плит вокруг образовавшегося кратера — второго по размерам на Земле, а сам кратер оказался заполнен магмой, содержавшей, помимо меди и никеля, также золото, платину, палладий и другие металлы. В начале XXI века в районе Садбери ежегодно добывалось металлов на сумму 5 млрд долларов — половина общей стоимости металла, добываемого в Онтарио, и 1/8 общей продукции горнодобывающей промышленности по Канаде. Ещё один богатый рудами регион — зеленокаменный пояс Флин-Флон на территории Манитобы и Саскачевана размерами примерно 225 на 45 км. Начиная с 1916 года, медь, цинк и сопутствующие металлы на его территории добывали более чем в 20 рудниках, а ещё в трёх добывались золото и серебро.
Первый современный рудник на территории Канадского щита основан в 1866 году рядом с Мадоком (Онтарио), где было найдено золото. Золотые месторождения в Онтарио были также найдены в 1906 году (Керкланд-Лейк) и 1912 году (Тимминс), а в Квебеке — в 1920 году (Руэн-Норанда). В 1903 году было открыто месторождение серебра близ городка Кобальт (Онтарио). Город процветал благодаря серебряному руднику до 1920-х годов. Кимберлиты — породы, в которых могут содержаться алмазы — распространены по всей территории щита, но самое крупное месторождение найдено на Северо-Западных территориях у озера Гра в 300 км северо-восточнее Йеллоунайфа. В этом месте в 1998 году начала добычу первая алмазная шахта в Канаде.
Наиболее богатое железорудное месторождение в Канаде, известное как Лабрадорский трог (англ. Labrador Trough) или Новоквебекский ороген (англ. New Quebec Orogen), также находится на территории щита, протянувшись полосой между северо-восточным Квебеком и северным Лабрадором. Значительное железорудное месторождение также обнаружено у Вавы (Онтарио). Урановые месторождения на Канадском щите расположены в северном Саскачеване, у озера Эллиот в Онтарио и на Северо-Западных территориях, но добыча урана в начале XXI века ведётся только в Саскачеване — в основном на выработке Сигар-Лейк.
Ещё два важных природных ресурса Канадского щита — лес и гидроэнергетические ресурсы. Крупнейшие гидроэлектростанции включают Черчилл-Фолс (Лабрадор), Залив Джеймс (Квебек) и Кетл-Рапидс на реке Нельсон (Манитоба). Многочисленные небольшие города и посёлки в Северном Онтарио и Квебеке выросли вокруг деревообрабатывающих и бумажных предприятий. Исторически важным природным ресурсом в регионе была также пушнина, в особенности мех бобра, который вывозили в более густонаселённые места на каноэ по многочисленным рекам.